# Przemysław Czerwiński
Przemysław Czerwiński (ur. 28 lipca 1983 w Pile) – polski lekkoatleta, specjalizujący się w skoku o tyczce. Wielokrotny reprezentant kraju, medalista mistrzostw Polski. Brązowy medalista mistrzostw Europy (2010).

## Kariera
Jest wychowankiem Gwardii Piła, jego trenerem był Piotr Chrząszcz. Międzynarodową karierę rozpoczynał od startu w mistrzostwach świata juniorów młodszych w 1999 roku oraz od zajęcia 7. miejsca w mistrzostwach Europy juniorów w roku 2001.
W 2003 przeniósł się do Szczecina, gdzie jego trenerem został Wiaczesław Kaliniczenko, zawodnikiem klubu MKL Szczecin został jednak z przyczyn formalnych dopiero we wrześniu 2004.
Piąty zawodnik uniwersjady w Izmirze (2005). W 2006 roku zajął 5. miejsce w mistrzostwach Europy. Bez powodzenia startował w halowych mistrzostwach świata (2006) oraz w halowym czempionacie Starego Kontynentu (2007). Na treningu podczas mistrzostw świata w Osace (2007) złamał rękę i nie mógł wystartować w konkursie. 30 lipca 2008 podczas mityngu w Szczecinie wypełnił minimum (5,70) uprawniające go do startu podczas igrzysk olimpijskich w Pekinie. Czerwiński pomyślnie przeszedł eliminacje konkursu olimpijskiego i 22 sierpnia w olimpijskim finale z wynikiem 5,45 m zajął 11. miejsce. Zajął trzecie miejsce w mistrzostwach Europy w Barcelonie (2010) – po tym sukcesie został wybrany sportowcem roku w plebiscycie szczecińskiego oddziału Gazety Wyborczej. Halowy sezon 2011 rozpoczął od nieudanych występów (dwa konkursy bez zaliczonej wysokości), gdy prześwietlenie wykazało kontuzję kostki lewej nogi Czerwiński postanowił zakończyć sezon halowy, przez co nie wystąpił na halowych mistrzostwach Europy w Paryżu, oraz opuścił sezon letni. Do startów powrócił dopiero w styczniu 2012.  Wkrótce potem został zawodnikiem Ośrodka Skoku o Tyczce w Szczecinie, jego trenerem pozostał Wiaczesław Kaliniczenko.  Na mistrzostwach Europy w 2012 odpadł w eliminacjach, nie zaliczając żadnej wysokości. Był to jego ostatni start na imprezie mistrzowskiej rangi międzynarodowej.
Reprezentant Polski w pucharze Europy oraz drużynowych mistrzostwach Europy. Trzykrotny złoty medalista mistrzostw Polski seniorów (Bydgoszcz 2006, Poznań 2007 oraz Szczecin 2008) ma w dorobku także sześć srebrnych krążków krajowego czempionatu (Bydgoszcz 2001, Bielsko-Biała 2003, Bydgoszcz 2004, Biała Podlaska 2005, Bielsko-Biała 2012 – po dyskwalifikacji Piotra Liska i Toruń 2013) oraz jeden brązowy (Bydgoszcz 2009). Ostatni raz w finale mistrzostw Polski wystąpił w 2015, zajmując 4. miejsce.
Wielokrotnie stawał na podium halowych mistrzostw Polski zdobywając podczas tej imprezy cztery złota (Spała 2003, Spała 2004, Spała 2006 i Spała 2008) pięć srebr (Spała 2002, Spała 2005, Spała 2007, Spała 2010 oraz Spała 2012) i cztery brązy (Spała 2001, Spała 2013, Sopot 2014, Sopot 2015). Ma w dorobku także medale z mistrzostw Polski juniorów oraz z młodzieżowych mistrzostw kraju.  W 2005 roku podczas zawodów w Paryżu Czerwińsku ustanowił rekord Polski w kategorii młodzieżowców wynikiem 5,65.
Oficjalnie zakończył karierę w 2017.
W roku 2010 odznaczony Brązowym Krzyżem Zasługi.

## Rekordy życiowe
Na stadionie
- skok o tyczce – 5,80 m (24 czerwca 2006, Żukowski)

W hali
- skok o tyczce – 5,82 m (6 marca 2010, Donieck) – 5. wynik w historii polskiej lekkoatletyki[20]

## Osiągnięcia

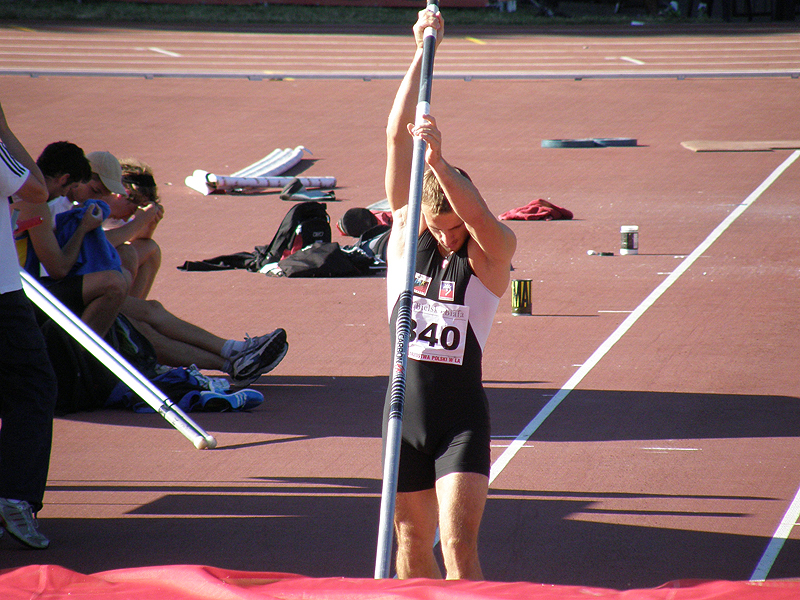
Przemysław Czerwiński podczas mistrzostw Polski seniorów w Bielsku-Białej (2010)

| Rok  | Impreza                                 | Miejsce    | Lokata            | Wynik |
| ---- | --------------------------------------- | ---------- | ----------------- | ----- |
| 1999 | Mistrzostwa świata juniorów młodszych   | Bydgoszcz  | el. – 13. miejsce | 4,60  |
| 2001 | Mistrzostwa Europy juniorów             | Grosseto   | 7. miejsce        | 5,15  |
| 2002 | Superliga pucharu Europy                | Annecy     | 7. miejsce        | 4,85  |
| 2002 | Mistrzostwa świata juniorów             | Kingston   | 8. miejsce        | 5,30  |
| 2003 | Młodzieżowe mistrzostwa Europy          | Bydgoszcz  | el. – 5. miejsce  | 5,20  |
| 2004 | Halowy puchar Europy                    | Lipsk      | 6. miejsce        | 5,20  |
| 2005 | Młodzieżowe mistrzostwa Europy          | Erfurt     | 7. miejsce        | 5,50  |
| 2005 | Uniwersjada                             | Izmir      | 5. miejsce        | 5,50  |
| 2006 | Halowe mistrzostwa świata               | Moskwa     | el. – 10. miejsce | 5,65  |
| 2006 | Superliga pucharu Europy                | Malaga     | 5. miejsce        | 5,35  |
| 2006 | Mistrzostwa Europy                      | Göteborg   | 5. miejsce        | 5,65  |
| 2007 | Halowe mistrzostwa Europy               | Birmingham | el. – 16. miejsce | 5,40  |
| 2008 | Superliga pucharu Europy                | Annecy     | 2. miejsce        | 5,55  |
| 2008 | Igrzyska olimpijskie                    | Pekin      | 11. miejsce       | 5,45  |
| 2010 | Superliga drużynowych mistrzostw Europy | Bergen     | 2. miejsce        | 5,60  |
| 2010 | Mistrzostwa Europy                      | Barcelona  | 3. miejsce        | 5,75  |
| 2012 | Mistrzostwa Europy                      | Helsinki   | el. –             | NM    |